# Зграда Архива Србије
Зграда Архива Србије се налази у Београду, подигнута је 1928. године, за потребе архива и до данас обавља ту намену. Представља непокретно културно добро као споменик културе.

## Архитектура зграде
Зграда је подигнута по пројекту архитекте Николаја Краснова, у духу монументалног академизма са израженом пластичном декорацијом на главној фасади.
У депоима Архива Србије чувају се фондови установа насталих у Кнежевини и Краљевини Србији до 1918. године, фондови настали у Краљевини Југославији и под окупацијом у Другог светском рату, као и лични фондови и збирке из тог периода.